# 拉克鲁瓦布朗什
拉克鲁瓦布朗什（法語：La Croix-Blanche，法語發音：[la kʁwa blɑ̃ʃ]；含义均为“白色十字架”）是法国洛特-加龙省的一个市镇，属于阿让区。

## 地理
拉克鲁瓦布朗什（44°17'41"N, 0°41'35"E）面积13.05 平方千米，位于法国新阿基坦大区洛特-加龍省，该省份为法国西南部内陆省份，北起多爾多涅省，西接吉倫特省和朗德省，南至热尔省，东临塔恩-加龙省和洛特省。
与拉克鲁瓦布朗什接壤的市镇（或旧市镇、城区）包括：卡斯泰拉、富莱罗讷、巴雅蒙、拉罗克坦博、蒙巴朗。

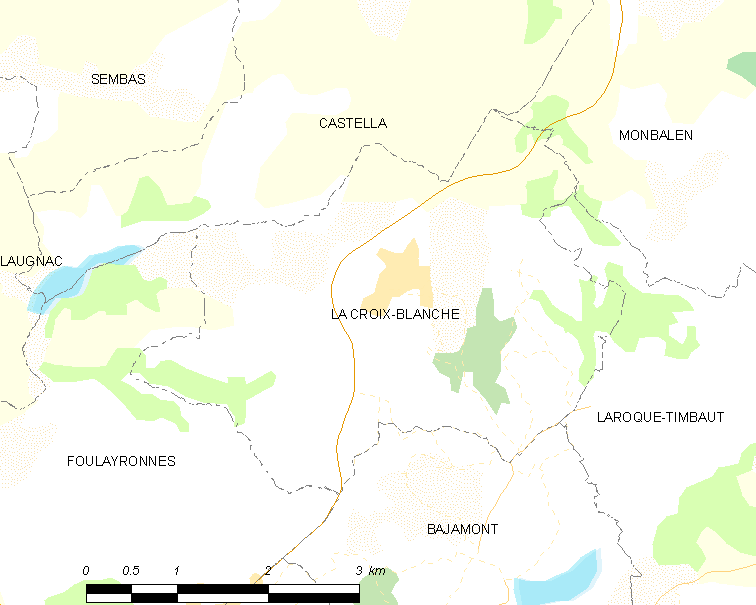
拉克鲁瓦布朗什的OSM定位图

拉克鲁瓦布朗什的时区为UTC+01:00、UTC+02:00（夏令时）。

## 行政
拉克鲁瓦布朗什的邮政编码为47340，INSEE市镇编码为47075。

## 政治
拉克鲁瓦布朗什所属的省级选区为塞尔地区县。

## 人口

1962-2008年间拉克鲁瓦布朗什人口变化图示

拉克鲁瓦布朗什于2022年1月1日时的人口数量为1081人。